# NGC 7420
NGC 7420 (również PGC 70017) – galaktyka spiralna (Sc), znajdująca się w gwiazdozbiorze Pegaza. Odkrył ją Albert Marth 6 września 1863 roku.